# النابغة الحارثي
النابغة الحارثي هو يزيد بن أبان الحارثي. ويقال له: نابغة بني الديان. ينتهي نسبه إلى كعب بن الحارث. قال عنه الآمدي: إنه شاعر محسن.